# Уронова киселина
Уронова киселина е захарна киселина, която има и карбонилна, и карбоксилна функционална група. Най-добре може да се представи като монозахарид, при който хидроксилната група при последния въглероден атом е окислена до карбоксилна. Окислението на термалната алдехидна група дава алдонова киселина, докато при окисление и на двете термални групи се получава алдарова киселина. Имената на уроновите киселини обикновено са базирани на изходните монозахариди, макар че някои от най-разпространените нямат пряк изходен родителски монозахарид и са получени чрез епимеризация (напр. идуронова киселина – епимер на глюкуроновата киселина).

## Примери
Някои от тези съединения имат важни биохимични функции, например много метаболитни отпадъци в човешкото тяло се окисляват до глюкуронови соли и се изхвърлят с урината; идуровата киселина е компонент на структурния комплекс на протеогликаните. D-Галактуроновата е основният компонент на пектина, в който присъства като полимер полигалактуронова киселина.
Уронови киселини с шест въглеродни атома се наричат хексуронови киселини.
|  |  |